# Eurhadina brevis
Eurhadina brevis är en insektsart som beskrevs av Irena Dworakowska 2002. Eurhadina brevis ingår i släktet Eurhadina och familjen dvärgstritar. Inga underarter finns listade i Catalogue of Life.